# Zólyomi Bálint
Zólyomi Bálint (Pozsony, 1908. május 31. – Budapest, 1997. szeptember 21.) botanikus. A Soó Rezső-féle debreceni botanikai iskola jeles képviselője, a magyarországi vegetációtörténet-kutatás kiemelkedő alakja. A 20. század második felének egyik legjelentősebb botanikusa volt, de személyében tisztelik a hazai palinológia úttörőjét is. 1951-től a Magyar Tudományos Akadémia tagja volt.

## Élete
Felsőfokú tanulmányait a budapest Pázmány Péter Tudományegyetemen kezdte meg, s 1931-ben a debreceni Tisza István Tudományegyetemen fejezte be. 1930–1934 között a debreceni egyetem növénytani tanszékén dolgozott tanársegédként Soó Rezső mellett. 1934-től 1940-ig a Magyar Nemzeti Múzeum növénytárának segédőre, ezt követően 1946-ig a szegedi Eötvös Loránd Kollégium igazgatója volt. 1946-ban a fővárosi Természettudományi Múzeum munkatársa lett, 1950–1966 között a növénytár vezetője volt. Időközben, 1954-ben az MTA vácrátóti Botanikai Kutatóintézetének igazgatójává nevezték ki, s ezt a posztot 1977-es nyugdíjba vonulásáig töltötte be. Ezt követően az intézmény tudományos tanácsadójaként tevékenykedett.

## Munkássága
Munkásságának középpontjában a növénytársulástan és az ökológia állott, elsősorban a sajátos növénytársulások (sziklagyepek, lápok, löszpusztagyepek) kialakulásának története foglalkoztatta. Már korai, 1930-as évekbeli tőzegláp (pl. keleméri Mohos-tavak, 1931) kutatásai során alkalmazta és később tökéletesítette a vegetációtörténeti pollenanalízis módszerét. Kutatásai eredményeként 1942-ben kimutatta a közép-dunai flóraválasztót és felismerte a mikroklímaerek kialakulását elősegítő, ezzel a reliktum növénypopulációk fennmaradásának kedvező dolomitjelenséget. 1950-ben Soó Rezsővel együtt megindította Magyarország növényföldrajzi térképezési munkálatait. 1950 májusában munkatársaival beazonosította a kunfehértói (tölgyfás) Város-erdő területén a kontinensen egyedülálló virginiai holdrutát (Borychium virginianum). 1952-ben monografikus igénnyel összefoglalta Magyarország növénytakarójának változását a kainozoikumi eljegesedéstől a recens időkig. Sokat foglalkozott az Alföld flórájának Borbás Vince nevéhez fűződő származási elméletével, az Ősmátra-elmélettel is. Az elhúzódó és részleges lefedettségű növényföldrajzi térképezés eredményeként 1967-ben elkészítette magyarországi vegetáció-térképét (1:1 500 000-es léptékben).
Tudomány-népszerűsítő tevékenysége részeként a pollenanalízis módszeréről részletesebben is beszélt a Másfélmillió lépés Magyarországon című, az Országos Kéktúrát bemutató tévésorozat második részében.

### Elismerései
Tudományos eredményei elismeréseként 1951-ben a Magyar Tudományos Akadémia levelező, 1970-ben rendes tagja lett. 1955-ben Kossuth-díjat kapott, 1991-ben pedig a Pro Natura emlékérmet vehette át.